# Cultura Egiptului
Cultura Egiptului este una dintre cele mai vaste și mai complexe culturi ale lumii, punând la dispoziție mii de ani de informații. Egiptul Antic este una dintre cele mai timpurii civilizații formate pe planetă. Timp de mii de ani, Egiptul și-a format o identitate complexă și o cultură, într-adevăr unică într-un fel aparte. 

## Limbi vorbite în Egipt
Limba actuală a Egiptului este limba arabă. Cel mai probabil, aceasta a ajuns în zona Egiptului în secolul al VII-lea, odată cu expansiunea religiei islamice, fiind limba oficială a statului, folosită de către guvern. Cu toate acestea, limba „oficială” a oamenilor de rând este Masri, care este un dialect născut dintr-o combinație de arabă și egipteană veche. Dintre multele varietăți ale limbii arabe, dialectul egiptean este cel mai larg vorbit și înțeles, datorită marii influențe a cinematografului egiptean și a mass-mediei egiptene. Mulți studenți care doresc să învețe limba egipteană se folosesc de filme și muzică, dialectul fiind considerat foarte ușor și de învățat. Dintr-un punct de vedere lingvistic, Egiptul este un epicentru al culturii. Datorită poziționării sale în mijlocul limbilor arabe, dialectul egiptean a avut o influență uriașă asupra unei mari majorități de dialecte învecinate, care, treptat, au adoptat multe expresii egiptene în viața de zi cu zi. 
Limba egipteană, care constituia o ramură separată a limbilor afro-asiatice, a fost printre primele limbi scrise, fiind cunoscută pentru inscripțiile hieroglifice păstrate pe bucăți de papirus.